# Партия зелёных Флориды
Партия зелёных Флориды (англ. Green Party of Florida) — отделение Партии зелёных США в штате Флорида.

## История
Партия зелёных Флориды основана в 1992 году. В то время во Флориде для того, чтобы получить статус кандидата по всему штату, второстепенные партии должны были подать петицию с подписями не менее 3 % от общего числа зарегистрированных избирателей. Для сохранения статуса кандидата они должны были поддерживать число членов партии равное 5 % от общего числа зарегистрированных избирателей.
В 1998 году закон штата, касавшийся доступа к избирательным бюллетеням штата, был смягчен. В феврале 1999 года Законодательное собрание Флориды (англ.) внесло изменения, позволяющие любой партии, организованной на государственной основе, выставлять кандидатов на выборах. Это позволило Партии зелёных и другим партиям претендовать на включение своих кандидатов в избирательный бюллетень. С тех пор Партия зелёных сохранила свой статус кандидата на выборах в масштабах штата
Партия зелёных Флориды выступила против строительства атомных электростанций во Флориде. Фактически, партия вмешалась в процесс лицензирования предлагаемой атомной электростанции в округе Ливи (англ.), которую только собирались построить.
В апреле 2010 года Партия зелёных Флориды и Коалиция народного лобби за то, чтобы все выборы финансировались только государством, провели общественный форум в Национальном пресс-клубе США (англ.), в Вашингтоне, округ Колумбия. Целью форума было добиться только государственного финансирования выборов.

## Количество членов
| Год  | Количество членов |
| ---- | ----------------- |
| 1994 | 453               |
| 1996 | 731               |
| 1998 | 965               |
| 2000 | 2,728             |
| 2002 | 5,590             |
| 2004 | 6,646             |
| 2006 | 6,607             |
| 2008 | 6,007             |
| 2010 | 5,827             |
| 2012 | 5,705             |
| 2014 | 5,901             |
| 2016 | 5,438             |
| 2017 | 7,662             |

## Организация
Партия имеет двух сопредседателей, казначея и секретаря. В настоящее время сопредседателями являются Рэнди Толер и Лора Поттс.
В её состав входит ряд комитетов. К ним относятся Избирательный комитет, Комитет по уставу, Комитет по сбору средств, Комитет по СМИ, Информационно-пропагандистский комитет и Комитет по информационным технологиям. Избирательный комитет помогает лицам, желающим стать кандидатами, а также расспрашивает потенциальных кандидатов об их политических взглядах.
Партия зелёных имеет много отделений, которые обычно являются отделениями в округах. Постоянно стремится организовать новые местные отделения.
Партия зелёных Флориды указана в качестве организации, поддержавшей движение за внесение поправок. Эта организация «стремится покончить с незаконными правовыми доктринами, которые мешают американскому народу управлять собой».

## Результаты выборов кандидатов в президенты
С 1996 года Партия зелёных выдвигает кандидата на пост президента США. В 2000 году кандидатом, получившим наибольшее количество голосов во Флориде, был Ральф Нейдер.
| Год  | Кандидат                | Количество голосов |
| ---- | ----------------------- | ------------------ |
| 1996 | Ральф Нейдер (write in) | 4 101 (0,08 %)     |
| 2000 | Ральф Нейдер            | 97 488 (1,63 %)    |
| 2004 | Дэвид Кобб              | 3 502 (0,05 %)     |
| 2008 | Синтия Маккинни         | 2 887 (0,03 %)     |
| 2012 | Джилл Стайн             | 8 947 (0,11 %)     |
| 2016 | Джилл Стайн             | 64 399 (0,68 %)    |
| 2020 | Хауи Хокинс             | 14 721 (0,1 %)     |